# Marguerite Mahieux
Pour les articles homonymes, voir Mahieux.
Marguerite Mahieux est une nageuse française spécialisée en nage libre.

## Biographie
Elle est championne de France de grand fond nage libre en 1929, 1930, 1931 et 1932.  Elle remporte la Traversée de Paris à la nage également durant ces mêmes quatre années de rang. Elle est licenciée au Cercle des nageurs de Marseille,.

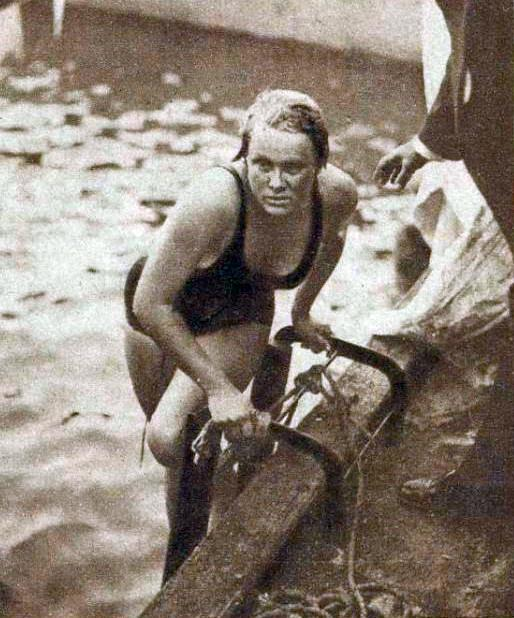
Marguerite Mahieux, victorieuse de la Traversée de Paris à la nage féminine en 1932.